# Барбара София фон Бранденбург
Барбара София фон Бранденбург (на немски: Barbara Sophia von Brandenburg; * 16 ноември 1584, Хале; † 13 февруари 1636, Страсбург) от фамилията Хоенцолерн, е принцеса от Бранденбург и чрез женитба седмата херцогиня на Вюртемберг и графиня на Монбеляр.

## Живот
Тя е втората дъщеря на курфюрст Йоахим Фридрих фон Бранденбург (1546 – 1608) и първата му съпруга Катарина фон Бранденбург-Кюстрин (1549 – 1602), дъщеря на маркграф Йохан фон Бранденбург-Кюстрин. По-голямата ѝ сестра Анна Катарина се омъжва през 1597 г. за крал Кристиан IV от Дания и Норвегия.
Барбара София се омъжва на 5 ноември 1609 г. в Щутгарт за Йохан Фридрих фон Вюртемберг (1582 – 1628), седмият херцог на Вюртемберг и граф на Монбеляр (1608 – 1617). Tой престроява дворец Урах в Урах.
Йохан Фридрих умира на 18 юли 1628 г. Регентсвото на херцогството поема брат му Лудвиг Фридрих († 1631) и след това Барбара София до 8 май 1633 г. заедно с Юлиус Фридрих фон Вюртемберг-Вайлтинген († 1635). Затова тя отива да живее отново в Щутгарт и е политически активна.
През 1628 г. през Тридесетгодишната война нейният син Еберхард III на 14 години поема Херцогство Вюртемберг. През 1634 г. Вюртемберг губи в битката при Ньордлинген и е ограбен. Нейният син херцог Еберхард III бяга с двора си в изгнание в Страсбург. Барбара София умира там през 1636 г. През 1655 г. тя е погребана в манастирската църква на Щутгарт.
- Принцеса Барбара София фон Бранденбург, по-късна херцогиня и регентка на Вюртемберг
- Споменателен лист за нейното погребение, 1655

## Деца
Барбара София и Йохан Фридрих имат децата:
- Хенриета (1610 – 1623)
- Фридрих (*/† 1612)
- Еберхард III (1614 – 1674), херцог на Вюртемберг

∞ 1. 1637 вилд- и Рейнграфиня Анна Катарина Доротея фон Салм-Кирбург (1614 – 1655)
∞ 2. 1656 Мария Доротея София фон Йотинген (1639 – 1698)
- Фридрих (1615 – 1682), херцог на Вюртемберг-Нойенщат

∞ 1653 принцеса Клара Августа фон Брауншвайг-Волфенбютел (1632 – 1700)
- Улрих (1671 – 1647), херцог на Вюртемберг-Нойенбюрг

∞ 1. 1647 графиня София Доротея фон Золмс-Зоненвалде (1622 – 1648)
∞ 2. 1651 принцеса Изабела фон Аренберг (1623 – 1678)
- Антония (1613 – 1679)
- Анна Йохана (1619 – 1679)
- Сибила (1620 – 1707),

∞ 1647 херцог Леополд Фридрих фон Вюртемберг-Монбеляр (1624 – 1662)
- Ебертал (1623 – 1624)